# リチャード・サウスウェル卿の肖像
『リチャード・サウスウェル卿の肖像』(リチャード・サウスウェルきょうのしょうぞう、英: Portrait of Sir Richard Southwell) は、1536年から1537年ごろに制作された、ドイツのルネサンス期の巨匠ハンス・ホルバイン (子) による絵画である。フィレンツェのウフィツィ美術館に所蔵されている。
絵画は、1620年にコジモ2世大公がメディチ家のコレクションの欠落を埋めるために、アランデル公のトーマス・ハワードから求められた。絵画は、コジモがすでに死んでいた1621年4月にフィレンツェに到着した。ホルバインの成熟した時代の作品であり、絵画のための準備素描（「騎士サウスウェル」の碑文付き）は、ウィンザー城の英国王室コレクションに所蔵されている。ルーヴル美術館には、ナポレオンによるヨーロッパ侵攻の際にパリに持ち込まれた当作品のコピーが収蔵されている。

## 概要
リチャード・サウスウェルはイギリスのヘンリー8世の評議員であり、碑文に記録されているように1536年に宮廷画家になったホルバインによって描かれた。サウスウェル卿は当時、ヘンリー8世の下で修道院を解散させる仕事に活躍していた。碑文は、以下のように書かれている。

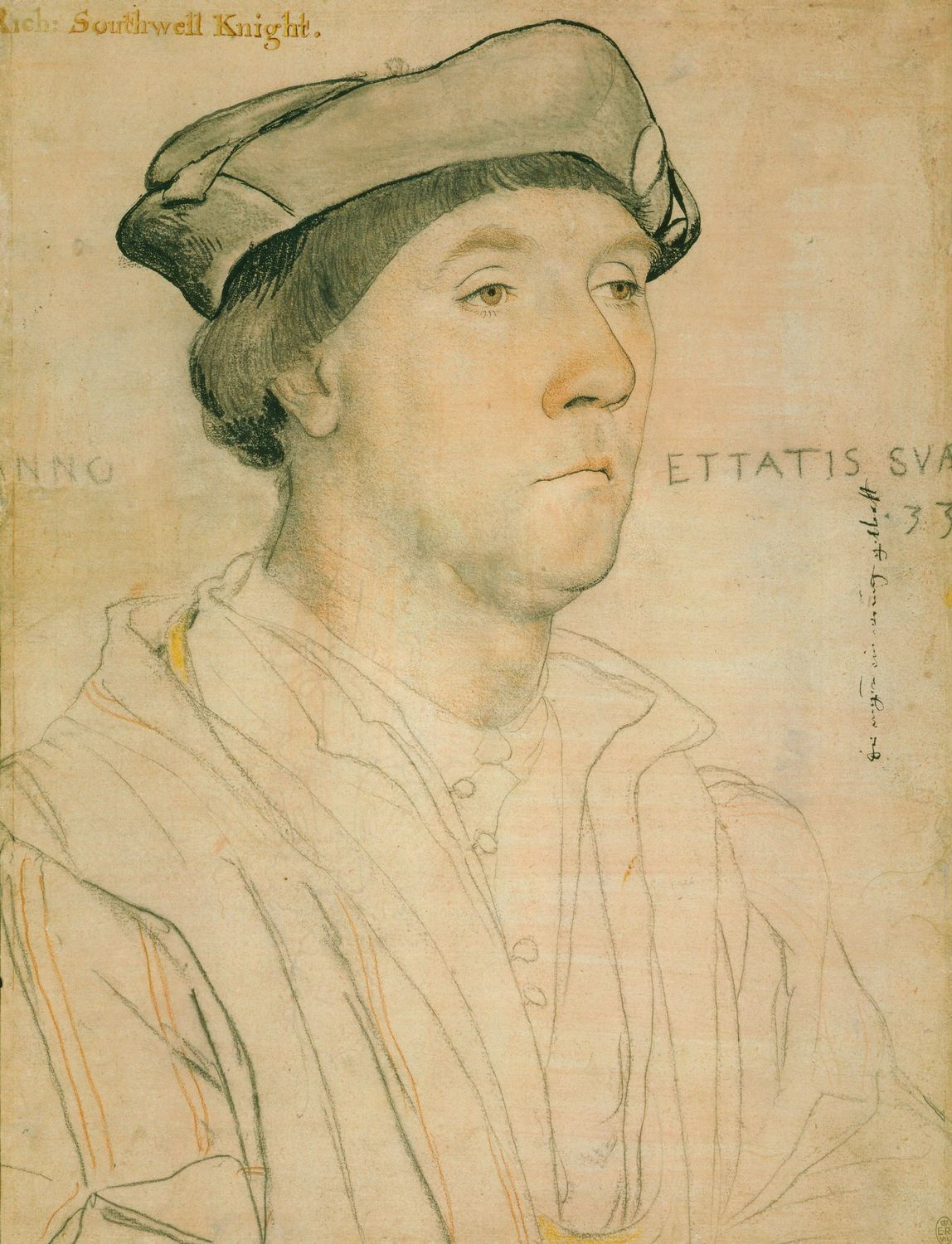
準備素描

X° IVLII ANNO H[ENRICI] VIII XXVIII° / ETATIS SUAE ANNO XXXIII
絵画にはかつて黒檀の額縁があったが、メディチ家、アランデル家、サウスウェル家の紋章と画家の名前が記された銀の装飾的なメダリオンだけが現存している。それらメダリオンは、17世紀にトスカーナ大公が絵画を購入した時期に遡ると思われる。